# 패널 분석
패널분석(영어: Panel analysis)은 패널데이터를 이용한 계량경제분석으로서 시계열 분석과 횡단면 분석을 동시에 수행하는 회귀분석의 분석 방법 중의 하나이다. 특히 패널분석에서 다루는 패널데이터는 다차원적인 정보를 제공한다. 패널데이터는 횡단면적 데이터 정보뿐만 아니라 시계열 데이터 정보를 보유하고 있어 시계열 분석 내지 횡단면 분석만으로 파악할 수 없는 추가적 정보를 얻을 수 있다.

## 인과관계 분석과 방법론상의 한계
사회과학에서의 실증연구는 보통 하나의 현상에 대한 원인이 되는 요인을 독립변수로, 이것으로 인한 결과를 종속변수로 설정하는 [인과관계] 연구가 큰 줄기를 이루어 왔다. 패널데이터가 축적됨에 따라 많은 학자와 연구자들은 사회현상을 규명하기 위하여 패널데이터 분석을 수행한다.

## 패널분석의 개념 및 장점
패널데이터는 일반 횡단면 자료에 시계열 형태 자료가 함께 추가되었다는 점에서 자료 구조가 매우 복잡하다는 특성을 지니며 합동(Pooled) 횡단면 자료와도 구별된다. 시계열 자료와 횡단면 자료를 합쳐 놓은 것이라는 점에서는 동일하나, 합동 횡단면 자료에서는 동일한 개체를 반복적으로 관찰하는 것이 아니라 서로 다른 개체가 매 시점에서 조사된다.
이에 반해 패널데이터는 기본적으로 동일한 개체를 시간에 따라 반복적으로 서베이 한다. 횡단면데이터는 특정 시점에서 여러 개체에 대한 조사이기 때문에 변수들 간 정적(Static) 관계만을 추정할 수 있지만 패널데이터에서는 개인이 반복하여 관찰되기 때문에 동적(Dynamic) 관계를 추정할 수 있다.
둘째로, 개체들의 관찰되지 않는 이질성(unobserved heterogeneity) 요인을 모형에서 고려할 수 있다.
세번째로, 패널자료는 횡단면 또는 시계열자료에 비해 더 많은 정보와 변수의 변동성(variability)을 제공한다. 결과적으로 효율적인 추정량(efficient estimator)을 얻을 수 있는 장점이 있다. 이에 따라 선형회귀모형에서는 다중공선성(multi-collinearity) 문제를 완화시킬 수 있다.

## 패널분석의 단점 및 유의점
하지만 패널데이터를 활용한 분석은 몇 가지 단점도 가지고 있다. 첫째, 데이터 수집 상의 어려움이다. 특정 개인을 시간의 흐름에 따라 반복적으로 조사하는 경우 결측치가 발생할 가능성이 크다. 이러한 결측치로 인해 추정량의 비효율성(Inefficiency)이 생길 수 있으며, 추정해야 할 모수의 식별(Identification)에 문제가 생길 수 있다.
둘째, 국가나 지역을 패널 그룹으로 설정하여 조사한 데이터의 경우에는 패널 그룹간 상관관계(Group-wise correlation)가 존재할 수 있다. 따라서 이러한 그룹간 상관관계를 모형 추정에서 고려해야만 올바른 추론 결과를 얻을 수 있다.
셋째, 개인이 패널 그룹인 경우 시간변수의 길이가 짧다는 단점이 있다. 추정량에 대한 점근적 추론(Asymptotic interference)은 패널의 숫자가 커지는 것에 의존한다. 그러나 패널 프로빗 또는 패널 로짓과 같은 제한된 종속변수 모형(Limited dependent model)의 추정에서 각 패널 그룹이 가진 시간기간이 짧고 패널의 숫자가 커지는 경우에는 계산비용(Computational cost)이 발생하는 것으로 알려져 있다.

## 패널데이터의 종류
패널데이터는 각 개체의 데이터 포괄기간이 서로 동일한지 여부와 시간 갭(Time gap)의 여부에 따라 크게 네 가지로 정리된다.
1. 시간갭이 없는 균형 패널: 각 개체의 데이터 포괄기간이 동일하고 시간갭이 없음
2. 시간갭이 없는 불균형 패널: 각 개체의 데이터 포괄기간이 다르지만 시간갭이 없음
3. 시간갭이 있는 균형 패널: 각 개체의 데이터 포괄기간이 동일하지만 시간갭이 존재
4. 시간갭이 있는 불균형 패널: 각 개체의 데이터 포괄기간이 다르며 시간갭이 존재

## 같이 보기
- 인자 분석

## 참고 문헌
- 민인식, 최필선, STATA 패널데이터 분석, 한국STATA학회, 2009.
- 최충익, "패널모형: 시계열분석과 횡단면분석을 한번에".
- 한치록, 패널데이터강의, 박영사, 2017.